# Филин, Владимир Иванович (военный медик)
Владимир Иванович Филин (1919—1989) — советский учёный-медик и педагог, хирург, организатор здравоохранения и медицинской науки, доктор медицинских наук (1963), профессор (1966), полковник медицинской службы (1962). Лауреат Государственной премии СССР (1988).

## Биография
Родился 23 октября 1919 года в городе Ленинграде.
С 1937 по 1941 и с 1945 по 1946 год проходил обучение в Военно-медицинской академии имени С. М. Кирова. 
С 1941 году участник Великой Отечественной войны в составе головного полевого эвакуационного пункта №119 23-й армии пройдя путь от зауряд-врача до командира медико-санитарной роты 169-го стрелкового полка 66-й стрелковой дивизии и помощника начальника этого пункта. Воевал на Ленинградском фронте, был ранен в 1941 и в 1942 годах. В 1942 году был награждён орденом Красной Звезды: 

Участник многих боёв в районе Невской и Московской дубровок, где показал себя большим специалистом и организатором. Через его руки проходили сотни раненых и больных бойцов и командиров, кому он с большой преданностью, вниманием и любовью оказывал первую помощь
С 1945 по 1950 год служил на различных медицинских должностях в Советской армии. С 1950 по 1968 года на научно-педагогической работе на кафедре общей хирургии Военно-медицинской академии имени С. М. Кирова в должностях: старшего ординатора,
преподавателя, старшего преподавателя, профессора и заместителя начальника кафедры общей хирургии ВМА имени С. М. Кирова. С 1968 года на научной работе в Ленинградском научно-исследовательском институте скорой помощи имени профессора И. И. Джанелидзе
.

### Научно-педагогическая деятельность
Основная научно-педагогическая деятельность В. И. Филина была связана с вопросами в области восстановительной хирургии, изучения лечения острых перитонитов. 
В 1956 году В. И. Филин защитил кандидатскую диссертацию на соискание учёной степени кандидат медицинских наук по теме: «Материалы по
лечению острых перитонитов», в 1963 году — доктор медицинских наук по теме: «Эзофагопластика при заболевании шейного отдела пищевода, глотки и гортани». В 1966 году В. И. Филину было присвоено учёное звание профессора. Он являлся автором многочисленных научных работ и монографий, в том числе таких как «Острые заболевания и повреждения поджелудочной железы» и «Острый панкреатит и его осложнения» (СПб.: 1982) и «Восстановительная хирургия пищевода» (СПб.: 1965, переиздана в 1973), за которую в 1988 В. И. Филину была присвоена Государственная премия СССР.
Скончался 21 августа 1989 года в Ленинграде, похоронен на Волковом кладбище.

## Награды
- Орден Красной Звезды (29.09.1942)
- Орден Красной Звезды (30.04.1954)
- Медаль «За боевые заслуги» (20.06.1949)